# 沈榮嘉
沈榮嘉（？—？），浙江湖州府歸安縣人，清朝政治人物，同進士出身。
乾隆三十六年（1771年）辛卯恩科進士，授戶部主事。乾隆四十三年，升任戶部員外郎。乾隆四十七年，任戶部郎中。次年改福建督糧道。乾隆五十九年，再任戶部郎中。